# Georg Zivier
Georg Zivier (* 13. Februar 1897 in Breslau; † 19. März 1974 in Berlin) war ein deutscher Schriftsteller, Theaterkritiker und Journalist.

## Leben

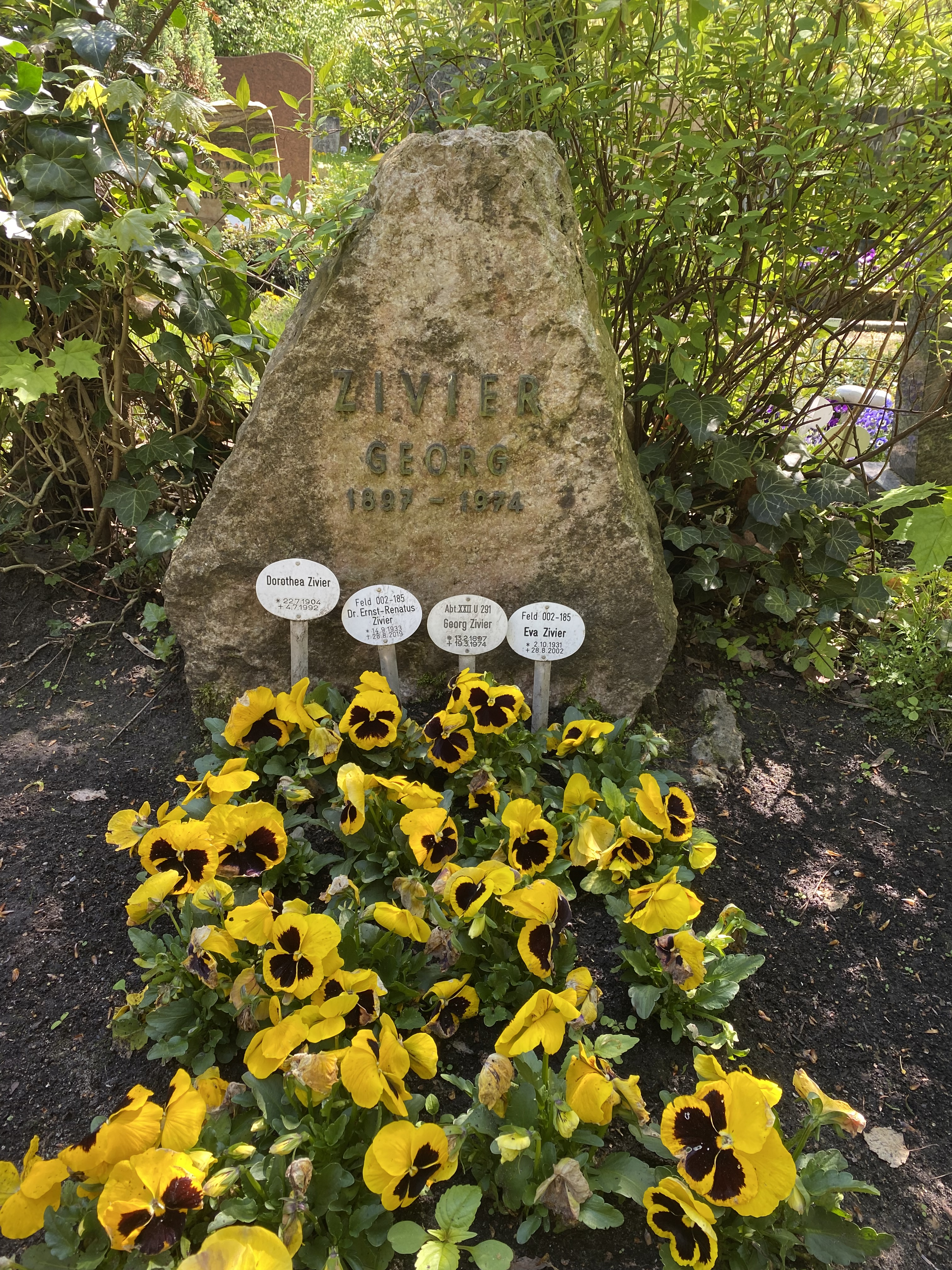
Grabstätte auf dem Waldfriedhof Zehlendorf

Georg Zivier war Sohn des Historikers und Schriftstellers Ezechiel Zivier. Nach einem Studium in Greifswald und Berlin arbeitete er als Schriftsteller und Journalist. 1937 wurde Georg Zivier aufgrund seiner jüdischen Herkunft aus der Reichsschrifttumskammer ausgeschlossen und später zur Zwangsarbeit verpflichtet. Er schrieb dennoch weiter unter dem Pseudonym „Hans Gregor“ sowohl für die Vossische Zeitung als auch für das Berliner Tageblatt. In Zusammenarbeit mit seinem Schulfreund Hans Nowak (* Groß-Wartenberg 1897; † Burgsteinfurt 1958) entstanden die gemeinsamen Romane Zink wird Gold (Breslau 1937), Verdi (Berlin 1938) und Wenn es Tag wird (Berlin 1942), die unter Nowaks Namen erschienen.
1946 verpflichtete ihn Arno Scholz als Leiter des Ressorts „Kulturpolitik“ für den Berliner Telegraf. Bis 1955 arbeitete er auch für Die Neue Zeitung als Theaterkritiker. Neben seiner journalistischen Arbeit schrieb er Erzählungen und Hörspiele. Für sein Theaterstück „Perlicke, perlacke“ erhielt er 1963 den Brüder-Grimm-Preis des Landes Berlin.
Georg Zivier wurde auf dem Waldfriedhof Zehlendorf (Feld 002-185) beigesetzt.

## Werke (Auswahl)
- Harmonie und Ekstase: Mary Wigman (1956)
- Komödianten und fahrende Poeten (1956)
- Ernst Deutsch und das Deutsche Theater (1964)
- Das Romanische Café. Erscheinungen und Randerscheinungen rund um die Gedächtniskirche (1965)
- Berlin und der Tanz (1968)
- Deutschland und seine Juden (1971)